# خواكيم فريتشه
خواكيم فريتشه (بالألمانية: Joachim Fritsche)‏ مواليد 28 أكتوبر 1951 في دليتسش، ألمانيا الشرقية، هو لاعب كرة قدم ألماني دولي سابق كان يلعب كمدافع. سبق له أن لعب في كأس العالم لكرة القدم مع منتخب بلاده.

## المسيرة الاحترافية

### أندية لعب لها
- لوكوموتيف لايبزيغ

## روابط خارجية
- خواكيم فريتشه على موقع الاتحاد الدولي (مؤرشف)  (الإنجليزية)
- خواكيم فريتشه على موقع قاعدة بيانات كرة القدم.إي يو (الإنجليزية)
- خواكيم فريتشه على موقع بيانات كرة القدم. دي إي (الألمانية)
- خواكيم فريتشه على موقع ناشيونال فوتبول تيمز (الإنجليزية)
- خواكيم فريتشه على موقع عالم كرة القدم.نت (الإنجليزية)